# Nadia Santini
Nadia Santini (San Pietro Mussolino, 1953) è una cuoca italiana presso il ristorante Dal Pescatore nel comune Canneto sull'Oglio, locale premiato con tre stelle Michelin dal 1996.

## Biografia
Dopo gli studi in Scienze Politiche, nel 1974 Nadia inizia la sua formazione con Bruna e Teresa (la nonna di suo marito Antonio) al ristorante "Dal Pescatore".
Il ristorante della famiglia Santini si trova nella riserva naturale del Parco dell'Oglio Sud nel comune di Canneto sull'Oglio ed è stato aperto nel 1925 da Teresa Mazzi, nata in Brasile da genitori italiani, e da Antonio Santini che di mestiere faceva il pescatore sul fiume Oglio.
La coppia passava sei mesi a raccogliere caffè in Brasile e altri sei per la stagione del grano a Mantova. La locanda assunse il nome di "Dal pescatore" con Giovanni, padre di Antonio.
Nel 1996, il ristorante riceve le tre stelle Michelin, e Nadia diventa la prima chef donna premiata con le tre stelle in Italia.
Nel 2010, il regista tedesco Lutz Hachmeister ha girato un documentario intitolato Three Stars, in cui compare anche Nadia Santini.
Nadia Santini è molto apprezzata anche da altri chef, tra questi la francese Anne-Sophie Pic che l'ha descritta "straordinaria" e fonte di ispirazione,  la chef inglese Angela Hartnett l'ha descritta come una dei suoi "eroi", e Gordon Ramsay che si è emozionato nel mangiare i suoi agnolotti.
Nel 2013 è stata premiata come "miglior chef donna del mondo" al concorso The World's 50 Best Restaurants organizzato dal periodico Restaurant.

## Vita privata
Nadia è sposata con Antonio Santini dal 1974, proprietario e direttore del Ristorante dal Pescatore.
Nadia e Antonio hanno due figli: Giovanni, laureato in Scienze e Tecnologie Alimentari, ora chef di cucina al Pescatore, e Alberto, laureato in Economia e Sommelier, responsabile di sala e Sommelier del Pescatore.